# 安娜·维鲁波娃

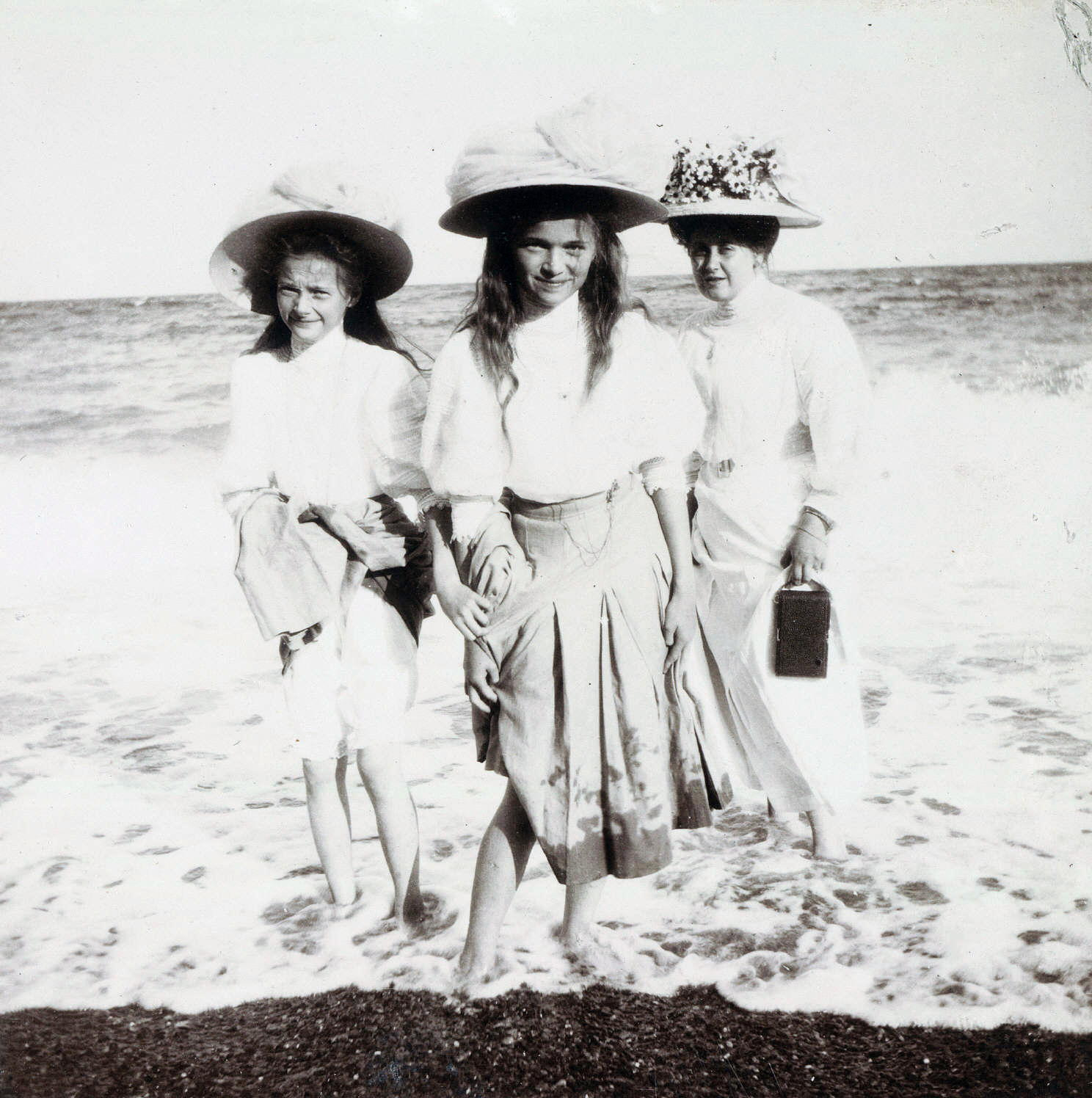
安娜·维鲁波娃、塔季扬娜·尼古拉耶芙娜女大公（左）和奥尔加·尼古拉耶芙娜女大公（中）在海滩散步。

安娜·亚历山德罗芙娜·维鲁波娃（俄语：А́нна Алекса́ндровна Вы́рубова，1884年7月16日—1964年7月20日），她是俄罗斯帝国的宫廷侍女，尼古拉二世的皇后亚历山德拉·费奥多罗芙娜最亲密的朋友；她曾将格里戈里·拉斯普京介绍予沙皇尼古拉二世夫妇并长期作为拉斯普京和皇室之间的中介人 。
安娜自幼便在俄罗斯宫廷担任女官，她也是费利克斯·尤苏波夫亲王的童年玩伴，后者曾于1916年12月带头谋杀了拉斯普京。尤苏波夫亲王对安娜的回忆如下：
“安娜是一位个子高大、体态丰腴的塔涅耶芙姑娘，她的脸上有光泽，然而缺少魅力。虽然她一点也不聪明，但她却非常的狡猾，为她寻找合作伙伴是相当困难的。谁也没有想到，当初这个长相普通的女孩，有朝一日会成为沙皇一家的密友和拉斯普京邪恶的共谋。很大程度上要归功于她，拉斯普京才获得了圣彼得堡上流社会的普遍青睐。”

## 文献来源
- Fuhrmann, Joseph T.  illustrated. Hoboken, New Jersey: John Wiley & Sons, Inc. 2013: 314. ISBN 978-1-118-17276-6.
- Maylunas, Andrei, and Mironenko, Sergei, eds.; Galy, Darya, translator, A Lifelong Passion: Nicholas and Alexandra: Their Own Story, Doubleday, 1997 ISBN 0-385-48673-1
- Nelipa, Margarita (2010) The Murder of Grigorii Rasputin. A Conspiracy That Brought Down the Russian Empire, Gilbert's Books. ISBN 978-0-9865310-1-9.
- Radzinsky, Edvard (2000) The Rasputin File, Doubleday. ISBN 0-385-48909-9
- Vyrubova, Anna (1923) Memories of the Russian Court （页面存档备份，存于）
- Virubova, Anna Taneleff & Irmeli Viherjuuri, Anna Virubova: Keisarinnan Hovineiti. Otava, 1987. ISBN 951-1-09357-6.